# Singles (Maroon 5)
Singles è la prima raccolta del gruppo musicale statunitense Maroon 5, pubblicata il 25 settembre 2015 dalla Interscope Records.

## Descrizione
L'album contiene dodici canzoni estratte dai seguenti album: Songs About Jane (2002), It Won't Be Soon Before Long (2007), Hands All Over (2010), Overexposed (2012) e V (2014).

## Tracce
1. This Love – 3:27
2. Payphone (feat. Wiz Khalifa) – 3:51
3. She Will Be Loved – 4:14
4. One More Night – 3:39
5. Moves like Jagger (feat. Christina Aguilera) – 3:21
6. Wake Up Call – 3:21
7. Misery – 3:36
8. Maps – 3:11
9. Makes Me Wonder – 3:31
10. Animals – 3:51
11. Daylight – 3:46
12. Sugar – 3:56

Tracce bonus nell'edizione giapponese
1. Sunday Morning – 4:02
2. Won't Go Home Without You – 3:51

Traccia bonus nell'edizione britannica
1. Feelings – 3:13

## Formazione
Gruppo
- Adam Levine – voce, chitarra ritmica
- Jesse Carmichael – tastiera, voce, chitarra ritmica
- Mickey Madden – basso, voce
- James Valentine – chitarra elettrica, voce
- Matt Flynn – batteria, percussioni
- PJ Morton – tastiere, voce
- Ryan Dusick – batteria, percussioni (sulle tracce 1 e 3)

Altri musicisti
- Sam Farrar – produzione, tastiere, programmazione, voce
- Wiz Khalifa – voce aggiuntiva (sulla traccia 2)
- Christina Aguilera – voce aggiuntiva (sulla traccia 5)

## Classifiche

### Classifiche settimanali
| Classifica (2021) | Posizione massima |
| ----------------- | ----------------- |
| Australia         | 17                |
| Regno Unito       | 34                |

### Classifiche di fine anno
| Classifica (2021) | Posizione |
| ----------------- | --------- |
| Australia         | 22        |
| Irlanda           | 38        |
| Regno Unito       | 43        |